# مزرعة حياتي
مزرعة حياتي (بالفارسية: مزرعه حياتي) هي منطقة سكنية تقع في فارس في إيران.